# Liste der Einträge im National Register of Historic Places im Cass County (Minnesota)

Lage des Cass County in Minnesota

Die Liste der Einträge im National Register of Historic Places im Cass County in Minnesota führt alle Bauwerke und historischen Stätten im Cass County auf, die in das National Register of Historic Places aufgenommen wurden.

## Legende
| NRHP | Historic Place    |
| HD   | Historic District |

## Aktuelle Einträge
| [ 2 ] | Name                                                                                        | Bild                                                                      | Eintragsdatum        | Lage | Ort                 | Beschreibung |
| ----- | ------------------------------------------------------------------------------------------- | ------------------------------------------------------------------------- | -------------------- | --- | ------------------- | --- |
| 1     | Battle Point (21CA12)                                                                       | Battle Point (21CA12)                                                     | 1990 ID-Nr. 90001144 | Am Ufer des Leech Lake im Battleground State Forest 47° 9′ 52″ N, 94° 18′ 33″ W                              | Cass Lake           | Stätte eines präkolumbischen Indianerdorfes mit Begräbnisplätzen; außerdem Ort der Battle of Sugar Point, die sich 1898 zwischen der US-Army und den Anishinabe ereignete |
| 2     | Brainerd and Northern Minnesota-Minnesota and International Railway Depot                   | Brainerd and Northern Minnesota-Minnesota and International Railway Depot | 2012 ID-Nr. 12000459 | Kreuzung von MN 371 und Barclay Avenue 46° 43′ 1,5″ N, 94° 24′ 14,3″ W                                       | Pine River          | 1895 errichtetes Bahnhofsgebäude der Brainerd and Northern Minnesota Railway, der späteren Minnesota and International Railway                                            |
| 3     | Chase Hotel                                                                                 | Chase Hotel                                                               | 1980 ID-Nr. 80001994 | 329 Cleveland Avenue 47° 6′ 12,3″ N, 94° 34′ 59,6″ W                                                         | Walker              | 1922 errichtetes Hotel |
| 4     | Chippewa Agency Historic District                                                           |                                                                           | 1973 ID-Nr. 73000967 | Adresse nicht veröffentlicht                                                                                 | Pillager            | Stelle eines zwischen 500 und 1300 existierenden Indianerdorfes; in den 1850er Jahren befand sich hier die Chippewa Indian Agency                                         |
| 5     | Conservation Building                                                                       | Conservation Building                                                     | 2003 ID-Nr. 02001706 | 205 Minnesota Avenue 47° 6′ 5,1″ N, 94° 34′ 41,9″ W                                                          | Walker              | 1936 im Rahmen einer Arbeitsbeschaffungsmaßnahme von der Works Progress Administration im American Craftsman genannten Baustil errichtetes Museumsgebäude                 |
| 6     | Crow Wing State Park                                                                        | Crow Wing State Park                                                      | 1970 ID-Nr. 70000288 | Abseits der MN 371 46° 16′ 39″ N, 94° 20′ 40″ W                                                              | Pillager            | |
| 7     | Great Northern Railway Company Bridge                                                       | Great Northern Railway Company Bridge                                     | 1980 ID-Nr. 80001990 | Southwest of Cass Lake off Minnesota Highway 371 47° 16′ 7,1″ N, 94° 37′ 40,3″ W                             | Cass Lake           | 1915 errichtete Drehbrücke über den Steamboat River |
| 8     | Gull Lake Mounds Site                                                                       | Gull Lake Mounds Site                                                     | 1973 ID-Nr. 73000968 | Adresse nicht veröffentlicht                                                                                 | Pillager            | Stätte eines Dorfes aus der Woodland-Periode |
| 9     | Hole-in-the-Day House Site                                                                  |                                                                           | 1973 ID-Nr. 73000969 | Adresse nicht veröffentlicht                                                                                 | Pillager            | In den 1850er Jahren Stelle des Wohnhauses von dem Ojibwe-Führer Hole-in-the-Day II                                                                                       |
| 10    | Minnesota State Sanatorium for Consumptives                                                 | Minnesota State Sanatorium for Consumptives                               | 2001 ID-Nr. 01000766 | 7232 Ah-Gwah-Ching Road, Northwest 47° 4′ 11″ N, 94° 34′ 12″ W                                               | Walker              | 1907 errichteter Klinikkomplex für Tuberkulosepatienten |
| 11    | Old Backus                                                                                  |                                                                           | 1974 ID-Nr. 74001009 | Adresse nicht veröffentlicht                                                                                 | Backus              | 1885–1902 bestehendes Holzfällerlager |
| 12    | Pine River to Woman Lake and Longville Stagecoach Road-Widow Lake Segment Historic District |                                                                           | 2014 ID-Nr. 14000908 | Adresse nicht veröffentlicht                                                                                 | Umgebung Hackensack | |
| 13    | Rice Lake Hut Rings                                                                         |                                                                           | 1973 ID-Nr. 73000970 | Adresse nicht veröffentlicht                                                                                 | Pillager            | Archäologische Stätte |
| 14    | Sherwood Forest Lodge Complex                                                               | Sherwood Forest Lodge Complex                                             | 1980 ID-Nr. 80001992 | County Highway 77 46° 29′ 8,5″ N, 94° 21′ 39,3″ W                                                            | Lake Shore          | 1929–1935 aus Blockhütten errichtetes Resort |
| 15    | Soo Line Depot                                                                              | Soo Line Depot                                                            | 1980 ID-Nr. 80001993 | Abseits der Main Street 47° 3′ 24,7″ N, 93° 55′ 6,4″ W                                                       | Remer               | 1910 errichtetes Bahnhofsgebäude der Soo Line Railroad |
| 16    | South Pike Bay Site                                                                         |                                                                           | 2014 ID-Nr. 13001111 | South Pike Bay Campground, Chippewa National Forest 47° 19′ 46,7″ N, 94° 35′ 8,8″ W                          | Umgebung Cass Lake  | |
| 17    | Supervisor's Office Headquarters                                                            | Supervisor's Office Headquarters                                          | 1976 ID-Nr. 76001049 | Ash Avenue, Northwest und 2nd Street, Northwest im Chippewa National Forest 47° 22′ 45,4″ N, 94° 36′ 51,5″ W | Cass Lake           | 1936 im Rahmen einer Arbeitsbeschaffungsmaßnahme vom Civilian Conservation Corps und der Works Progress Administration errichtetes Blockhaus                              |
| 18    | Winnibigoshish Lake Dam                                                                     | Winnibigoshish Lake Dam                                                   | 1982 ID-Nr. 82004629 | County Highway 9 am Mississippi 47° 25′ 46,5″ N, 94° 3′ 4,3″ W                                               | Bena                | Im Jahr 1900 vom U.S. Army Corps of Engineers aus Stahlbeton errichteter Damm über den Mississippi                                                                        |
| 19    | Winnibigoshish Resort                                                                       | Winnibigoshish Resort                                                     | 1980 ID-Nr. 80001989 | US 2 47° 20′ 43,9″ N, 94° 12′ 31,5″ W                                                                        | Bena                | 1933 errichtetes Resort |

## Frühere Einträge
| [ 2 ] | Name                             | Bild | Eintragsdatum        | Lage                                            | Ort       | Beschreibung                                                                                                 |
| ----- | -------------------------------- | ---- | -------------------- | ----------------------------------------------- | --------- | --- |
| 1     | Julius Neils House               |      | 1980 ID-Nr. 80001991 | North 3rd Street 47° 12′ 52″ N, 94° 13′ 51,3″ W | Cass Lake | 1900 errichtetes Wohnhaus eines Holzunternehmers; im Jahr 2006 aus dem Register gestrichen                   |
| 2     | Sixth Street Commercial Building |      | 1980 ID-Nr. 80001995 | 525 6th Street 47° 22′ 48,8″ N, 94° 35′ 55,4″ W | Walker    | 1910 errichtetes Geschäftsgebäude; im Jahr 1985 abgerissen und zwei Jahre später aus dem Register gestrichen |